# Linguaphone
Linguaphone Group — британська професійна організація навчання іноземних мов, яка має кілька десятків франшиз по всьому світу.
Назва бренду «лінгвафон» стала також неофіційною назвою методу, вперше запропонованого компанією, де вивчення мов послідовно поєднувалося з вправами на прослуховування текстів та діалогів.

## історія

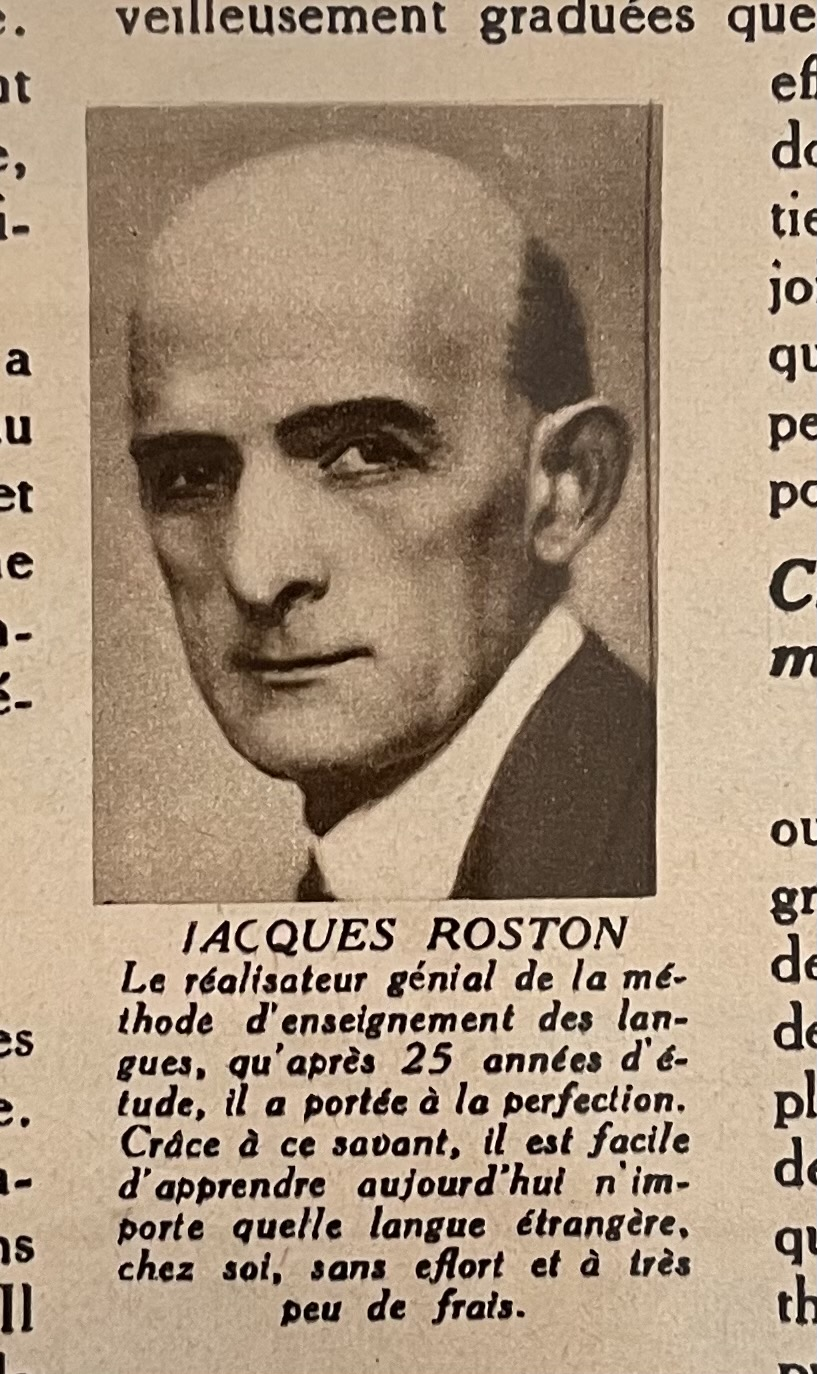
Жак Ростон (Jacques Roston), засновник Linguaphone

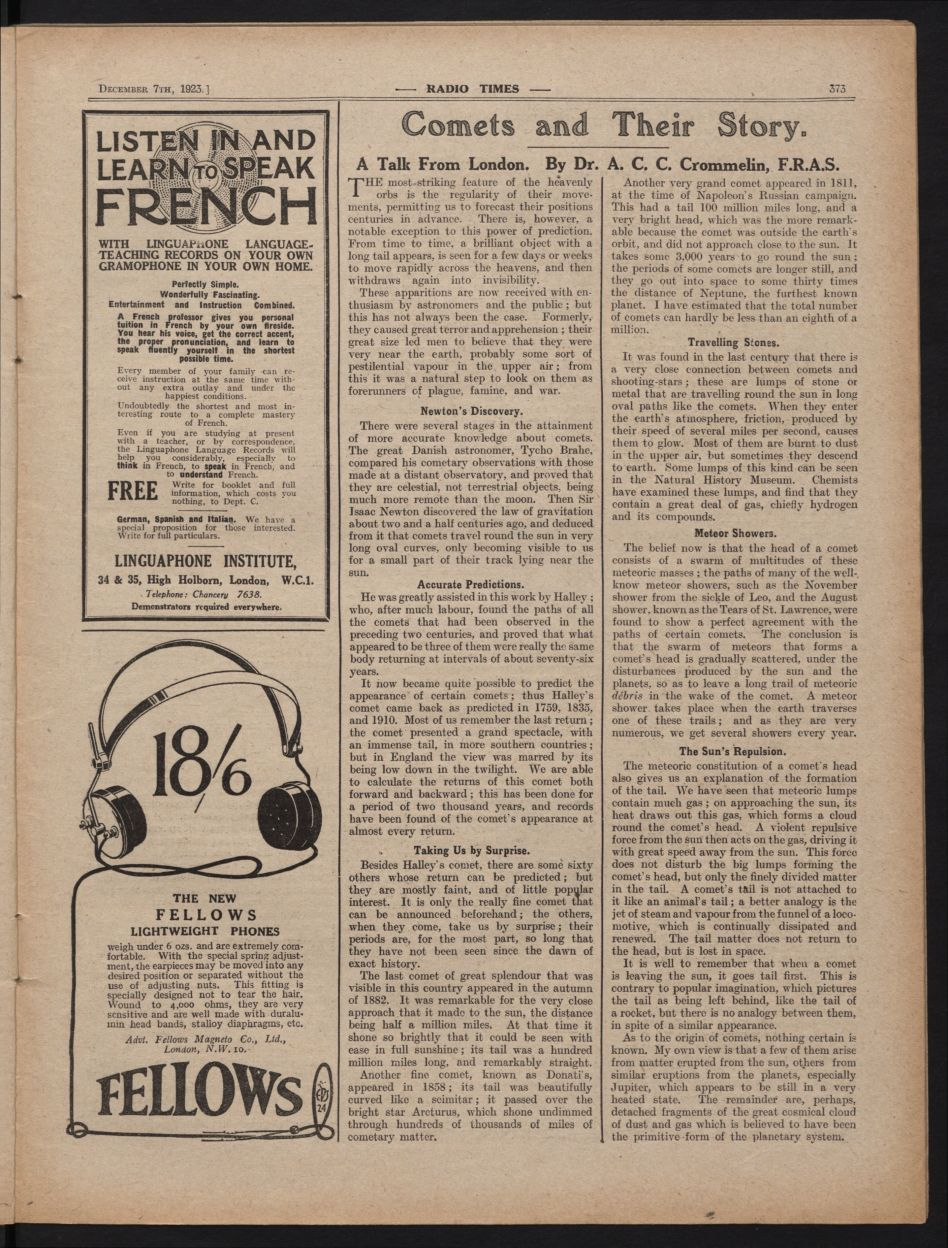
Реклама компанії «Лінгвафон» в Radio Times, Лондон, грудень 1923 року.

Компанія Linguaphone заснована в 1901 році на престижній офісній вулиці Хай-Холборн у центрі Лондона. Засновником був Жак Ростон (1874—1947, справжнє ім'я Якуб Розенблюм), народжений у Коло в Польщі.
Метод, створений Ростоном, поєднує традиційні письмові уроки з прослуховуванням аудіозаписів, які в той час були вигравірувані на твердих воскових циліндрах. Перша брошура Linguaphone опублікована в 1925 році, і Ростон використав власні сімейні фотографії як ілюстрації. Першим представником-дистриб'ютором у Франції був Макс Готшальк через школу ABC у Парижі, вулиця Лінкольна. У 1931 році курс коштував 750 франків за 15 платівок на 78 об/хв .
Після смерті Жака Ростона в 1947 році його син Джок перебрав на себе управління бізнесом. З 1968 року Linguaphone перестав бути сімейним бізнесом, а інвесторами групи стали американські фірми. Касети поступово замінили вінілову платівку, а метод «Лінгвафон» пережив свій золотий вік у 1970—1980-х роках. З 1990-х, з поширенням доступності аудіоматеріалів, компанію поступово починають відтісняти конкуренти (Assimil, Pimsleur, Rosetta Stone та інші), однак група Linguaphone все ще залишається одним зі світових лідерів у викладанні іноземних мов з більш ніж 100-річним досвідом і міжнародним охопленням завдяки присутності майже в 30 країнах світу.
У Франції Linguaphone є головною організацією з навчання професіоналів у регіоні з національним охопленням і командою з майже 300 тренерів.

## Виховний підхід
Лінгвафон викладає понад 20 іноземних мов за методикою, що адаптується до кожного: приватні уроки, професійні майстер-класи, телефонні уроки, онлайн-навчання (e-learning), відеотренінги, імерсійні перебування.
Сертифікаційні тести, такі як BULATS, TOEIC або BRIGHT, доступні наприкінці курсу та роблять навчання Linguaphone придатним для CPF (особистого навчального облікового запису).
Серед усіх запропонованих підходів Linguaphone використовує метод Direct English, розроблений Луї Жоржем Александером (1932—2002), одним із авторів Загальноєвропейських рекомендацій з мовної освіти.